# Čermákův dům (České Budějovice)
Měšťanský dům č.p. 55/15, tzv. Čermákův dům,  stojí přibližně uprostřed severní strany domů na náměstí Přemysla Otakara II. v městské památkové rezervaci v Českých Budějovicích. Dům má renesančně-barokní průčelí, ale jádro domu je pozdně gotické. Dům má podloubí lemované dvěma arkádami. V domě je pozdně gotická bývalá domácí kaple. Je chráněnou kulturní památkou.

## Historie
V roce 1493 nechal v domě tehdejší majitel Kryštof Hayder vysvětit soukromou kapli; kaple byla zasvěcena svaté Maří Magdaleně. V roce 1543 byla sepsána česky psaná smlouva (městským písařem byl Jan Petřík z Benešova) o prodeji domu Markétou Špuléřovou, dcerou Petra Berana, Janu Špuléřovi z Jiter za 772 kop. Počátkem 17. století byl majitelem domu Erazim Matyáš ze Sudetu. Ten se zúčastnil stavovského povstání a dům mu byl zabaven. O dům si zažádal městský písař Jan Karmenský, ale dům v roce 1624 obsadil císařský generál Baltasar Marradas. Ten jej pak v roce 1627 daroval Servatiovi della Fossovi, zeti českobudějovického primátora Kašpara Daudlebského, odměnou za loajalitu. V roce 1682, kdy dům vlastnil Kristián Arnošt Koch, byla domovní kaple zasvěcena svaté Anně. Mezi lety 1731 až 1782 byla v domě českobudějovická pošta. V roce 1774 koupil dům Stadtphysicus Dr. Med. Evžen Mac Mahon. V 19. a 20. století vlastnil dům rod Čermáků.

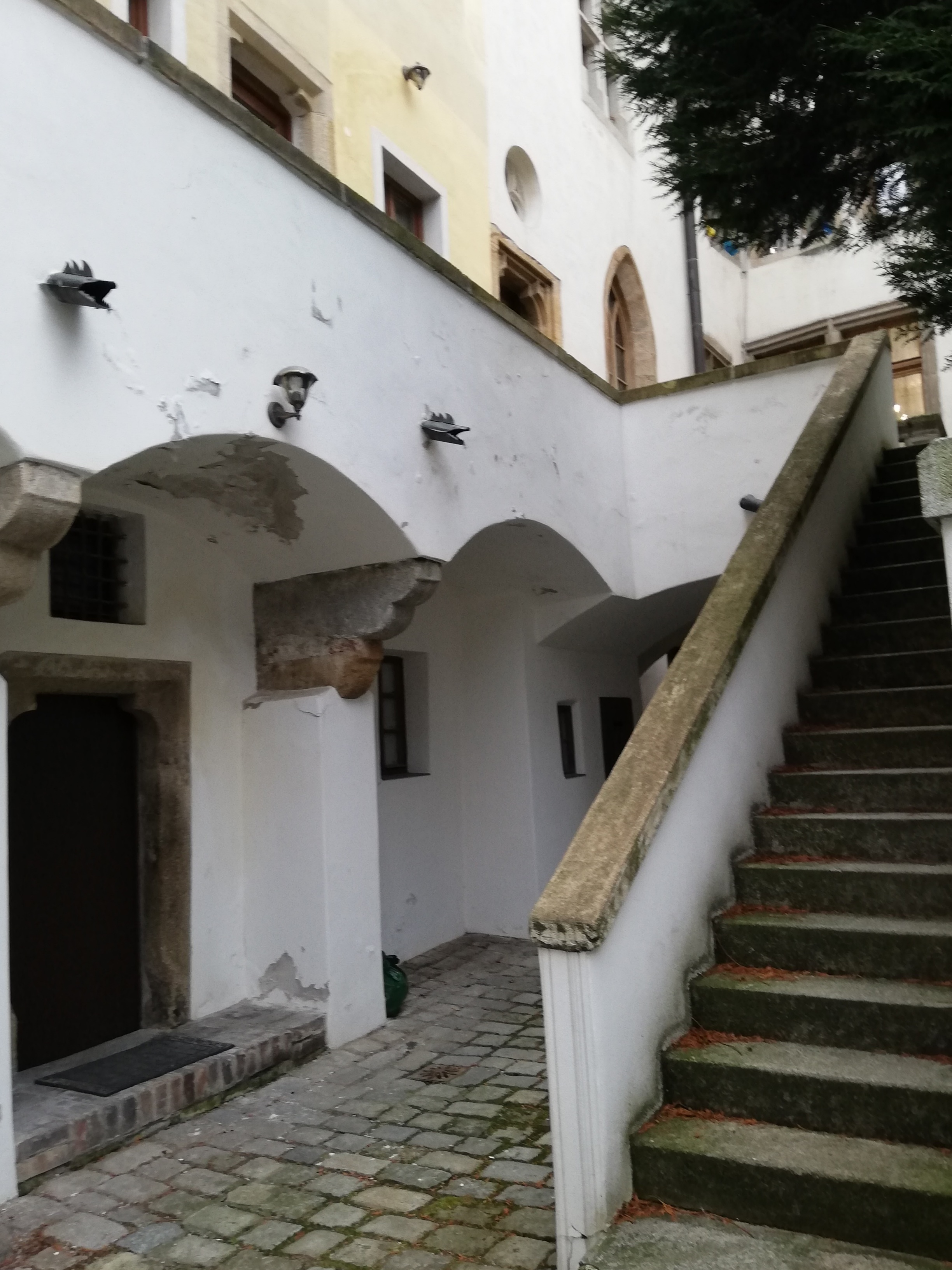
Pohled ze dvora
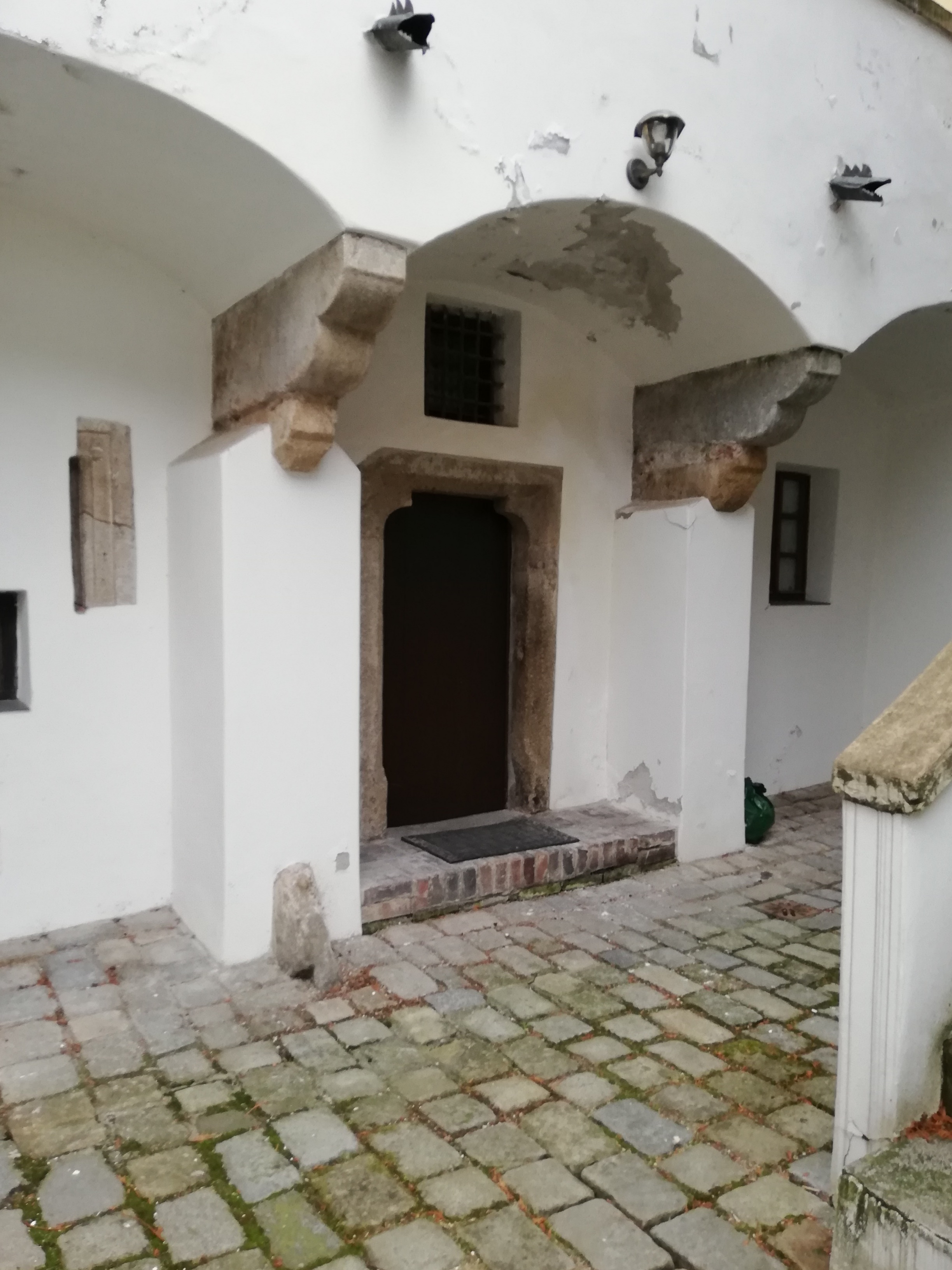
Gotické krakorce
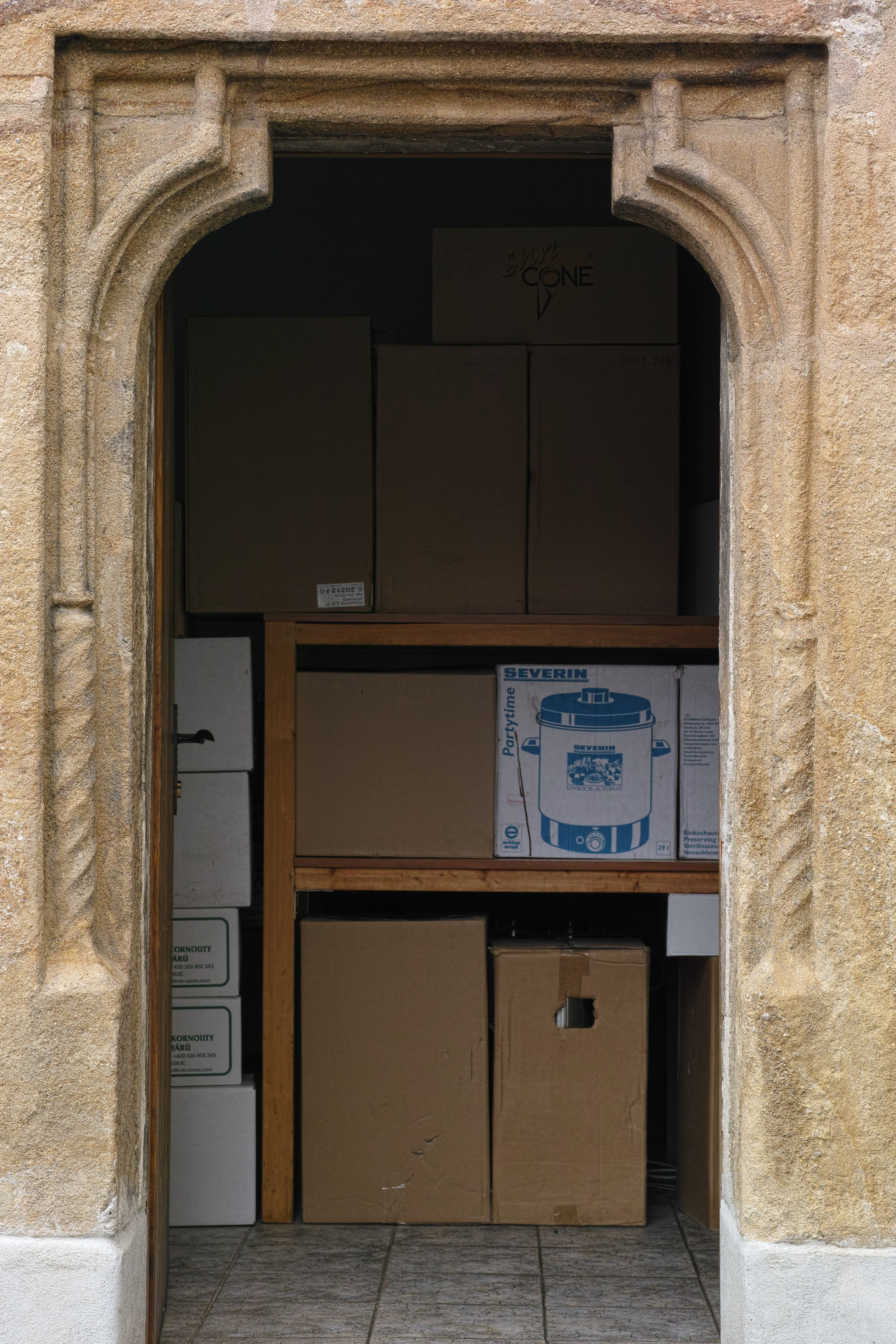
Gotický portál
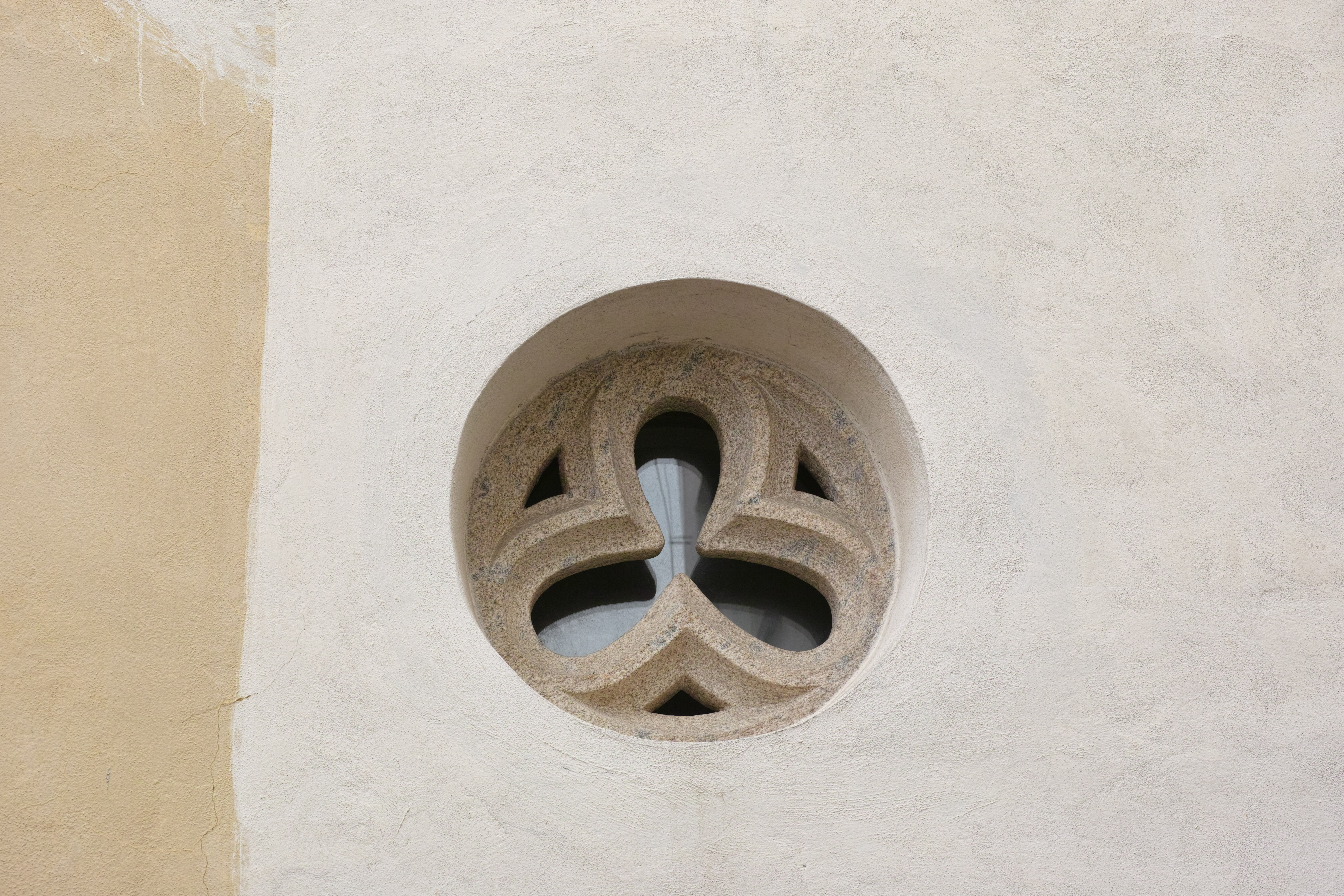
Zasklené gotické okénko
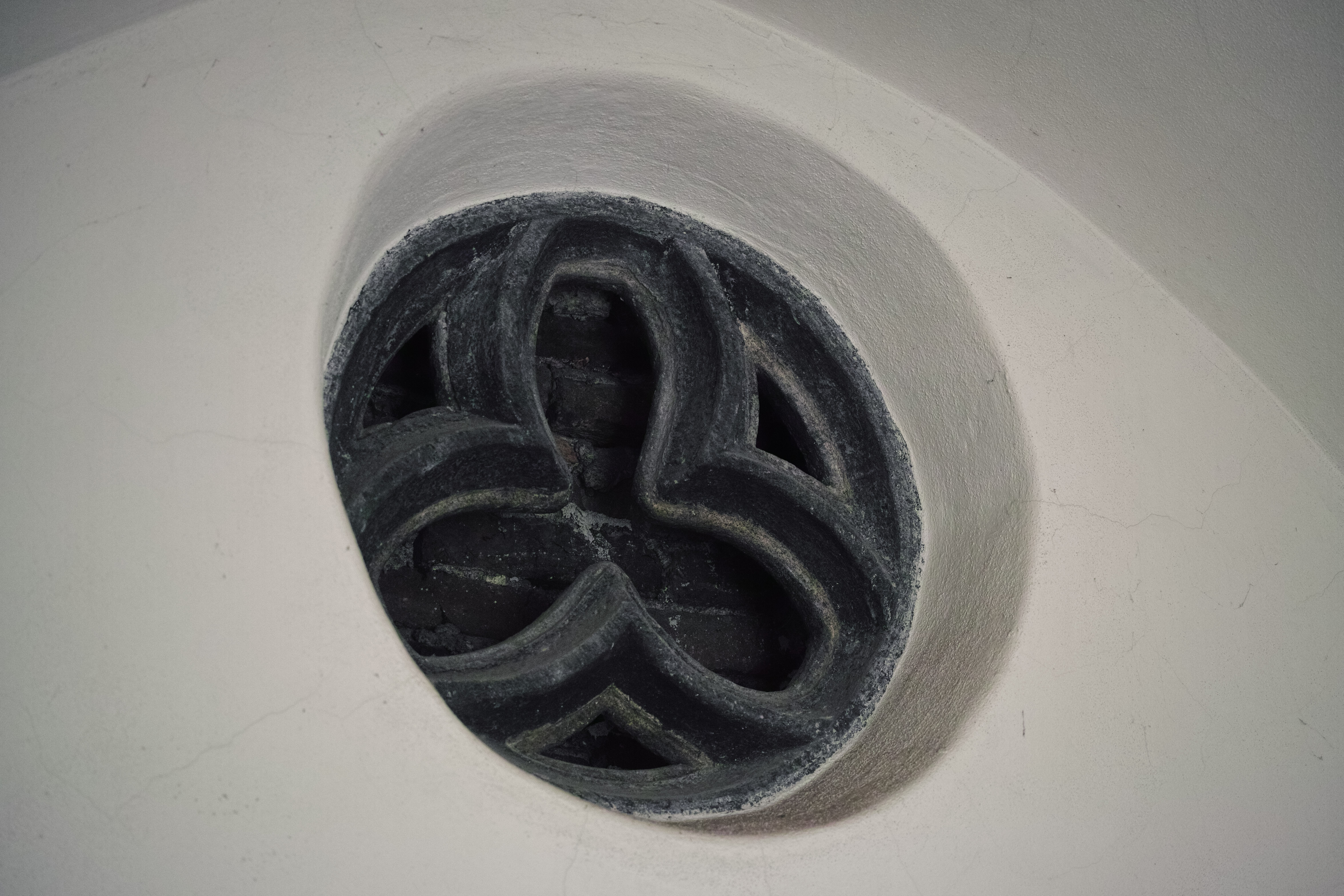
Zazděné gotické okénko